# Syllepte nigralis
Syllepte nigralis là một loài bướm đêm trong họ Crambidae.